# Dorchester (Nebraska)
Dorchester és una població dels Estats Units a l'estat de Nebraska. Segons el cens del 2000 tenia 615 habitants.

## Demografia
Segons el cens del 2000, Dorchester tenia 115 habitants, 148 habitatges, i 85 famílies. La densitat de població era de 516,2 habitants per km².
Dels 148 habitatges en un 32,7% hi vivien nens de menys de 18 anys, en un 60,1% hi vivien parelles casades, en un 10,1% dones solteres, i en un 25,4% no eren unitats familiars. En el 23,4% dels habitatges hi vivien persones soles el 12,9% de les quals corresponia a persones de 65 anys o més que vivien soles. El nombre mitjà de persones vivint en cada habitatge era de 2,48 i el nombre mitjà de persones que vivien en cada família era de 2,88.
Per edats la població es repartia de la següent manera: un 24,9% tenia menys de 18 anys, un 7,8% entre 18 i 24, un 28,6% entre 25 i 44, un 20,5% de 45 a 60 i un 18,2% 65 anys o més.
L'edat mediana era de 38 anys. Per cada 100 dones de 18 o més anys hi havia 90,9 homes.
La renda mediana per habitatge era de 34.000 $ i la renda mediana per família de 40.982 $. Els homes tenien una renda mediana de 29.803 $ mentre que les dones 23.750 $. La renda per capita de la població era de 16.389 $. Aproximadament el 4,1% de les famílies i el 6,2% de la població estaven per davall del llindar de pobresa.

## Poblacions més properes
El següent diagrama mostra les poblacions més properes.